# Sanctuaire d'Anubis

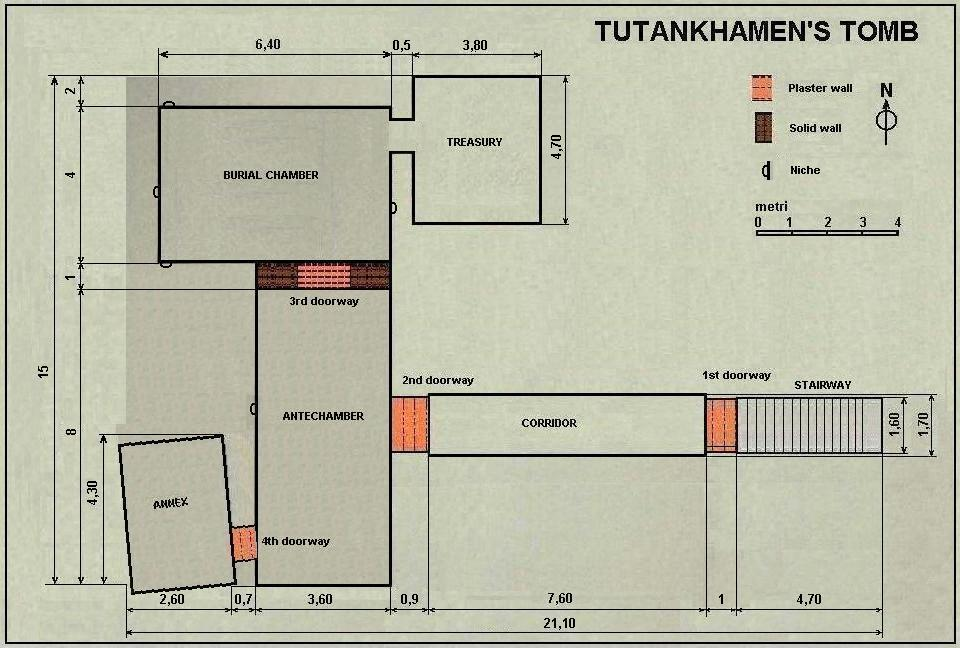
Plan du Tombeau de Toutânkhamon

Le sanctuaire d'Anubis fait partie des objets funéraires de l'ancien pharaon égyptien Toutânkhamon (XVIIIe dynastie, Nouvel Empire). Sa tombe a été découverte presque intacte le 4 novembre 1922 dans la vallée des Rois à l'ouest de Thèbes par Howard Carter. Aujourd'hui l'objet, avec le numéro de découverte 261, est exposé au Musée égyptien du Caire, avec le numéro d'inventaire JE 61444. 

## Découverte
Le sanctuaire d'Anubis a été trouvé derrière l'entrée sans mur qui mène de la chambre funéraire au Trésor. Le sanctuaire, avec une figure d'Anubis sur le dessus, faisait face à l'ouest. Derrière se trouvait le coffre canope avec les vases canopes du pharaon à l'intérieur. Pendant les travaux dans la chambre funéraire, l'entrée du magasin a été bloquée avec des planches en bois, de sorte que le travail de déminage dans la chambre funéraire n'endommageait pas les objets dans le magasin. L'enquête et le nettoyage du magasin ont commencé au cours de la cinquième saison de fouilles (22 septembre 1926 - 3 mai 1927) et Carter a décrit pour la première fois le sanctuaire d'Anubis dans son journal de fouilles le 23 octobre 1927. 

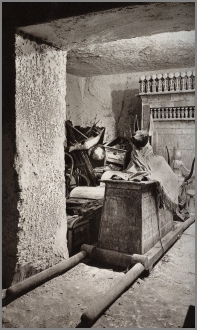
Photographie de la tombe de Toutânkhamon en 1922. Photographie de Harry Burton

## Statue d'Anubis
La statue d'Anubis, représentée entièrement sous forme animale comme un chacal couché, était attachée au toit du sanctuaire. La statue est en bois, recouverte de peinture noire. L'intérieur des oreilles, des sourcils et du bord des yeux, ainsi que le col et la bande noués autour du cou, sont travaillés à la feuille d'or. Le blanc des yeux est en calcite et les pupilles en obsidienne. Les griffes sont en argent, ce qui était plus précieux[réf. nécessaire] que l'or dans l'Égypte antique. 
La statue d'Anubis était enveloppée dans une chemise en lin datant de la septième année royale du pharaon Akhenaton, selon les hiéroglyphes à l'encre. En dessous, une très fine gaze de lin est nouée à l'avant du cou. Une écharpe a été enroulée autour du cou de la figure, avec des lotus et des bleuets tissés en son sein, attachés en boucle derrière la tête. 
Entre ses pattes avant se trouvait une palette d'écriture en ivoire portant le nom de la fille aînée d'Akhenaton, Mérytaton. 
La statue d'Anubis a été séparée du toit du sanctuaire le 25 octobre 1926, afin qu'elle puisse être transportée indemne à travers la chambre funéraire, hors de la tombe et au laboratoire le lendemain, avec le sanctuaire du palanquin. 
Une statue d'Anubis similaire a été trouvée dans la tombe du pharaon Horemheb (KV57), sauf que ses encarts sont faits de pierres précieuses.  

## Sanctuaire

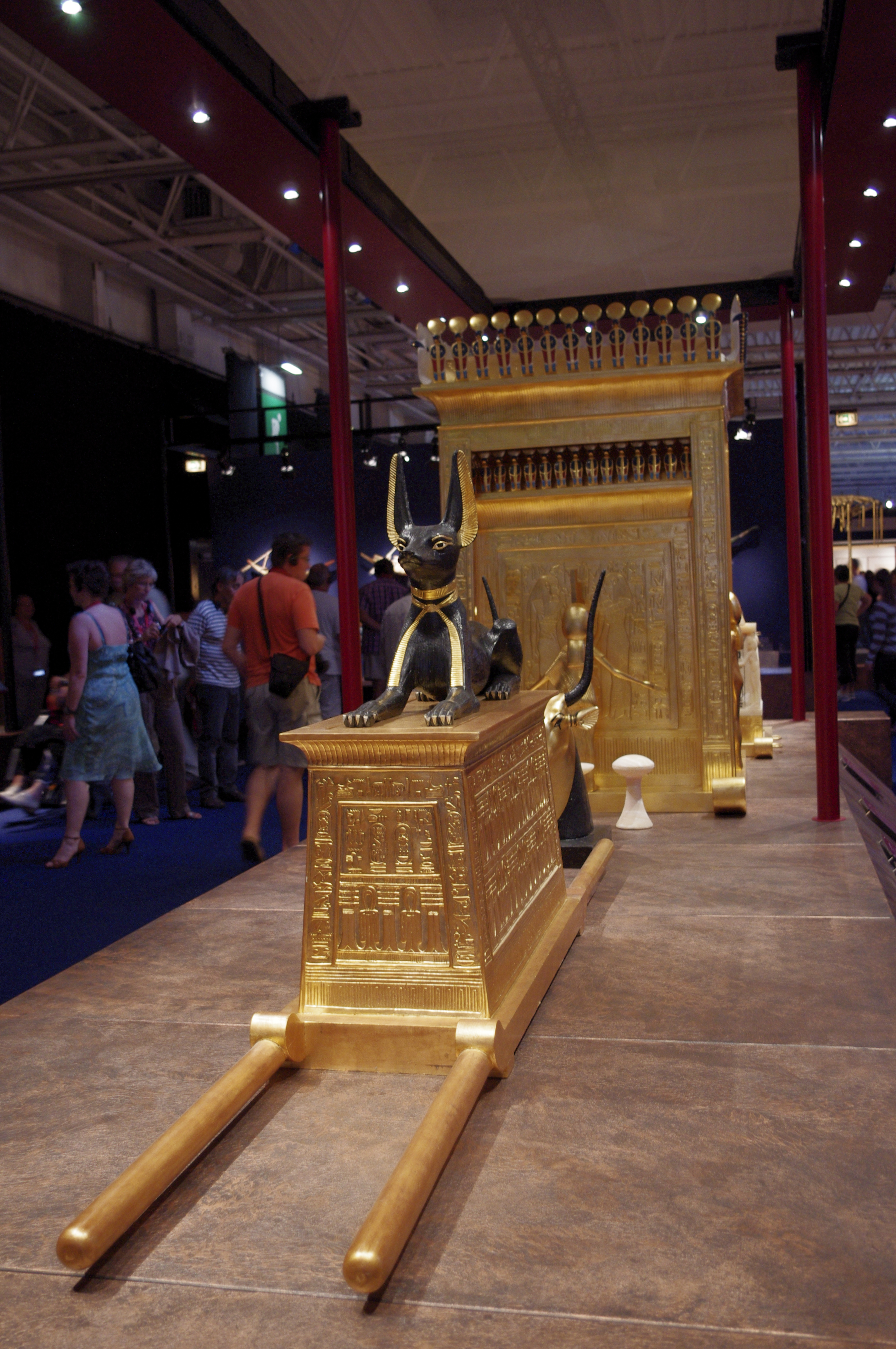
Chapelle portative avec une statue d'Anubis et des copies. Exposition "Toutankamon" au Parc des Expositions, Paris, 2012.

Le sanctuaire est trapézoïdal. Dans ses archives, Howard Carter l'a appelé un pylône d'après les structures trouvées devant les grands temples de Karnak et Philæ, auxquelles il ressemble en forme. Comme le chacal, le sanctuaire est également en bois, avec une couche de plâtre recouverte de feuilles d'or. La décoration supérieure montre le soi-disant pilier Djed, un symbole d'endurance qui est étroitement lié au dieu Osiris et au tyet, qui peut représenter la vie, comme l'ânkh, et est un symbole de la déesse Isis. Les inscriptions s'étendent horizontalement le long du bord supérieur et verticalement le long des côtés sur toutes les faces du sanctuaire. Il n'y a aucune inscription sur la base. Les inscriptions invoquent deux manifestations d'Anubis : Imiout (Jmj wt « Celui qui est dans ses emballages ») et Khenti-Seh-netjer (Ḫntj-sḥ-nṯr « Le premier de la salle du dieu »). À l'intérieur du sanctuaire se trouvent quatre petits plateaux et un grand compartiment. Ceux-ci contiennent une gamme de bijoux, d'amulettes et d'objets du quotidien, dont la fonction n'est pas entièrement claire. 

## Fonction et signification

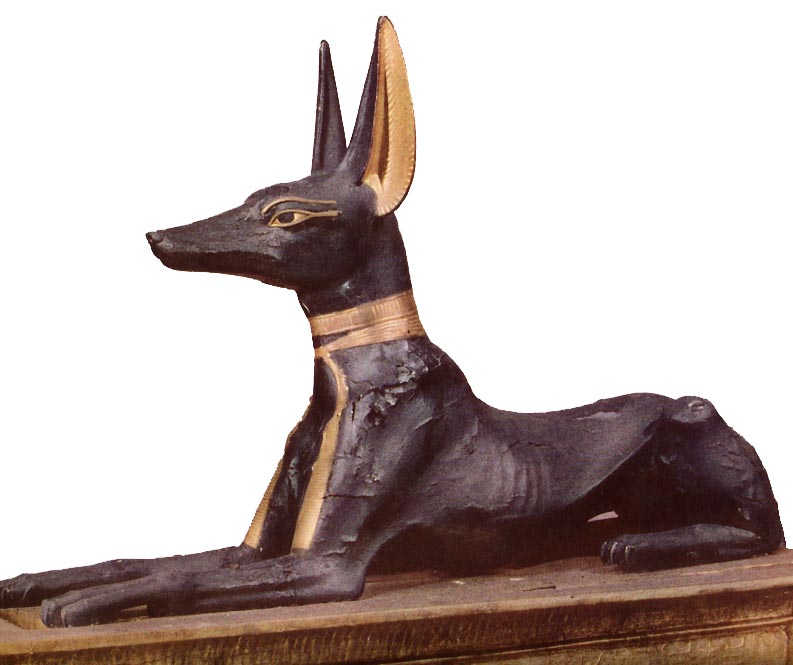

Le sanctuaire était placé sur un palanquin, qui avait deux poteaux porteurs faisant saillie de l'avant et de l'arrière. Il est donc présumé que le sanctuaire d'Anubis a été utilisé dans la procession funéraire du pharaon et finalement placé devant le coffre canope dans le magasin. Ceci et l'orientation de la statue et du sanctuaire d'Anubis vers l'ouest, la direction de l'au-delà dans la croyance égyptienne antique, montrent le rôle du dieu Anubis en tant que gardien de la nécropole thébaine. Ceci est mis en évidence dans une petite brique d'argile crue, connue comme une brique de magie, trouvée à l'entrée de la chambre de stockage, devant l'autel. C'était la cinquième brique magique trouvée dans la tombe de Toutânkhamon (en général, il y a avait quatre, orientées aux points cardinaux). 

Selon Carter, la brique a été placée à l'entrée du magasin pour une raison, car la brique avait une formule magique sur elle, destinée à protéger le défunt : 

« C'est moi qui empêche le sable d'étouffer la chambre secrète, et qui repousse celui qui le repousserait avec la flamme du désert. J'ai mis le feu au désert (?), Je me suis trompé de chemin. Je suis pour la protection du défunt »

L'inscription sur cette brique a été à l'origine de la malédiction du pharaon qui a été propagée dans la presse internationale de l'époque dans de nombreuses versions différentes plutôt que dans cette traduction originale. 
La statue du chacal couché sur le sanctuaire est dans la même posture et forme un hiéroglyphe (liste Gardiner : E16) pour le dieu Anubis. Cependant, ce hiéroglyphe signifie également le titre jnpw ḥrj-sštȝ (« Anubis sur les mystères »), apparemment avec un double sens : observateur et maître des mystères.  